# Calcio agli Island Games 2013 - Torneo maschile
Il torneo di calcio maschile agli Island Games 2013, che si svolse a Bermuda, fu la tredicesima edizione della competizione. Gli 8 incontri si svolsero tra il 14 ed il 18 luglio 2013 e videro la vittoria finale di Bermuda, unico membro FIFA.
A causa della distanza necessaria per raggiungere la sede dei giochi, solitamente tenuti in Europa, solo quattro squadre riuscirono a partecipare al torneo, nessuna delle quali aveva mai vinto una medaglia nel torneo. Fu allora deciso di organizzare un unico girone all'italiana; le prime due squadre in classifica si sarebbero sfidate nella finale, mentre le altre due si sarebbero contese la medaglia di bronzo.

## Partecipanti
- Bermuda
- Isole Falkland
- Frøya
- Groenlandia

## Competizione

### Fase a gruppi
| Squadra        | P.ti | G | V | P | S | GF | GS | DR  |
| -------------- | ---- | - | - | - | - | -- | -- | --- |
| Bermuda        | 9    | 3 | 3 | 0 | 0 | 19 | 0  | +19 |
| Groenlandia    | 6    | 3 | 2 | 0 | 1 | 21 | 3  | +18 |
| Isole Falkland | 3    | 3 | 1 | 0 | 2 | 2  | 18 | -16 |
| Frøya          | 0    | 3 | 0 | 0 | 3 | 1  | 22 | -21 |

| Hamilton 14 luglio 2013, ore 20:00                                                        | Bermuda   | 3 – 0 referto | Groenlandia | Bermuda National Stadium |
| \| \| \| \| \| Domico Coddington 10’ Antwan Russell 51’ Zeko Lewis 58’ \| Marcatori \| \| |           |               |             |                          |
|                                                                                           |           |               |             |                          |
| Domico Coddington 10’ Antwan Russell 51’ Zeko Lewis 58’                                   | Marcatori |               |             |                          |

| Hamilton 14 luglio 2013, ore 10:00                                                                     | Frøya     | 1 – 2 referto                                  | Isole Falkland | Bermuda Athletics Association - Goose Gosling Field |
| \| \| \| \| \| Kyle Biggs 60’ (aut.) \| Marcatori \| Wayne Clement 12’ Rafael Sotomayor Morales 63’ \| |           |                                                |                |                                                     |
| |           |                                                |                |                                                     |
| Kyle Biggs 60’ (aut.)                                                                                  | Marcatori | Wayne Clement 12’ Rafael Sotomayor Morales 63’ |                |                                                     |

| Hamilton 15 luglio 2013, ore 20:00 | Bermuda   | 8 – 0 referto | Isole Falkland | Bermuda National Stadium |
| \| \| \| \| \| Antwan Russell 6’ Damon Ming 12’ Domico Coddington 31’ Zeko Lewis 38’, 73’ Rai Simons 57’, 84’ Tyrell Burgess 78’ \| Marcatori \| \| |           |               |                |                          |
| |           |               |                |                          |
| Antwan Russell 6’ Damon Ming 12’ Domico Coddington 31’ Zeko Lewis 38’, 73’ Rai Simons 57’, 84’ Tyrell Burgess 78’                                   | Marcatori |               |                |                          |

| Hamilton 15 luglio 2013, ore 20:00 | Groenlandia | 12 – 0 referto | Frøya | Bermuda Athletics Association - Goose Gosling Field |
| \| \| \| \| \| John-Ludvig Broberg 2’, 57’ Anders Petersen 10’ Sakiu Lundblad 19’, 82’ Palu Petersen 31’ Norsaq Lund Mathæussen 35’ Kaali Mathæussen 47’, 49’ Joar Sigurd Johansen 78’ (aut.) Lars Peter Broberg 89’ \| Marcatori \| \| |             |                |       |                                                     |
| |             |                |       |                                                     |
| John-Ludvig Broberg 2’, 57’ Anders Petersen 10’ Sakiu Lundblad 19’, 82’ Palu Petersen 31’ Norsaq Lund Mathæussen 35’ Kaali Mathæussen 47’, 49’ Joar Sigurd Johansen 78’ (aut.) Lars Peter Broberg 89’                                   | Marcatori   |                |       |                                                     |

| Hamilton 17 luglio 2013, ore 18:00 | Isole Falkland | 0 – 9 referto | Groenlandia | Bermuda National Stadium |
| \| \| \| \| \| \| Marcatori \| Norsaq Lund Mathæussen 5’, 8’ Minik Stephensen 20’ Johan Bidstrup 38’, 61’ Aputsiaq Birch 42’ Maasi Maqe 57’ John-Ludvig Broberg 59’ Palu Petersen 63’ \| |                | |             |                          |
| |                | |             |                          |
| | Marcatori      | Norsaq Lund Mathæussen 5’, 8’ Minik Stephensen 20’ Johan Bidstrup 38’, 61’ Aputsiaq Birch 42’ Maasi Maqe 57’ John-Ludvig Broberg 59’ Palu Petersen 63’ |             |                          |

| Hamilton 17 luglio 2013, ore 20:00                                                                                          | Bermuda   | 8 – 0 referto | Frøya | Bermuda National Stadium |
| \| \| \| \| \| Lejaun Simmons 30’, 73’, 81’ Angelo Simmons 33’, 62’, 86’ Rai Simons 49’ Marco Warren 67’ \| Marcatori \| \| |           |               |       |                          |
| |           |               |       |                          |
| Lejaun Simmons 30’, 73’, 81’ Angelo Simmons 33’, 62’, 86’ Rai Simons 49’ Marco Warren 67’                                   | Marcatori |               |       |                          |

### Fase finale

#### Finale 3º-4º posto
| Hamilton 18 luglio 2013, ore 18:00 | Isole Falkland | 6 – 0 referto | Frøya | Bermuda Athletics Association - Goose Gosling Field |
| \| \| \| \| \| Martyn Gilson-Clarke 4’ Patricio Andres Balladares 27’ Zaza Elbakidze 74’, 77’ Douglas Clark 80’ Scott Thain 87’ \| Marcatori \| \| |                |               |       |                                                     |
| |                |               |       |                                                     |
| Martyn Gilson-Clarke 4’ Patricio Andres Balladares 27’ Zaza Elbakidze 74’, 77’ Douglas Clark 80’ Scott Thain 87’                                   | Marcatori      |               |       |                                                     |

### Finale
| Hamilton 18 luglio 2013, ore 20:00                            | Bermuda   | 1 – 0 referto | Groenlandia | Bermuda National Stadium |
| \| \| \| \| \| Drewonde Bascome 61’ (rig.) \| Marcatori \| \| |           |               |             |                          |
|                                                               |           |               |             |                          |
| Drewonde Bascome 61’ (rig.)                                   | Marcatori |               |             |                          |

## Campione
BERMUDA
(Primo titolo)

### Classifica finale
| Pos | Paese          | Medaglia |
| --- | -------------- | -------- |
| 1   | Bermuda        | Oro      |
| 2   | Groenlandia    | Argento  |
| 3   | Isole Falkland | Bronzo   |
| 4   | Frøya          |          |